# ولاد سوم
ولاد سوم، ولاد به میخ‌کِشنده یا ولاد دراکولا (به رومانیایی: Vlad III؛ Vlad Ţepeş (ولاد تِسپـِش)؛‎Drăculea) (زادهٔ ۱۴۳۱ (میلادی) - مرگ دسامبر ۱۴۷۶ یا ژانویه ۱۴۷۷) شاهزاده والاچیا (رومانی کنونی) بود. او در سه بازهٔ زمانی ۱۴۴۸، ۱۴۵۶ تا ۱۴۶۲ و ۱۴۷۶فرمانروایی کرد. او در روزگار فرمانروایی عثمانی‌ها بر والاچیا، سیاست مستقلی را در رابطه با عثمانی پیش‌گرفت و در برابر توسعه‌طلبی آن کشور ایستادگی نمود. عمده شهرت ولاد به دلیل مجازات‌های سنگین و شکنجه هایی است که در روزگار فرمانرواییش اعمال می‌کرد. وی در جنگ‌های متعددی که حضور داشت هر اسیری که می‌گرفت را شکنجه می‌داد. گفته شده او تعدادی زیاد را در آب جوشاند یا دستور داد آن ها را چهار میل کنند. شخصیت او را الهام‌بخش داستان کنت دراکولا دانسته‌اند.

## جنگ با عثمانی
در بهار ۱۴۶۲ سلطان محمد دوم پس از گشودن کنستانتینوپول به رومانی تاخت.
سلطان محمد در ۴ ژوئن پایتخت افلاخونیه تارگوویشته را تصرف کرد و ولاد هم با ۲۰ تا ۳۰ هزار سپاهی نتوانست جلو او را بگیرد، بعد از آن رو به جنگ چریکی آورد. ولاد و نیروهایش دست به جنگ‌های کوچک پراکنده و به ویژه شبانه زدند تا سرانجام در یکی از این تاخت‌های شبانه در ۱۶–۱۷ ژوئن همان سال با پوشش عثمانی به اردوی سلطان محمد رخنه کردند و کوشیدند که وی را بکشند. ترک‌ها به ناچار عقب‌نشینی کردند ولی پیش از آن رادوی خوبرو را به فرمانروایی رومانی رساندند. او با مجارها پیمانی بست و ولاد به بند مجارها افتاد.
ولاد در ۱۴۷۵ کوشید به قدرت بازگردد و در دسامبر ۱۴۷۶ یا ژانویه ۱۴۷۷ در نزدیکی بخارست در نبرد با عثمانی‌ها کشته‌شد. سرش را از تن جداکرده به استانبول فرستادند و در آنجا بر میله‌ای نشاندند و در معرض نمایش گذاشتند.

## خانواده
طبق گفته متخصصان مدرن، ولاد دو همسر داشت. بر اساس گفته الکساندرو سایمون تاریخ‌شناس، همسر اول او دختر نامشروع جان هونیادی بود. همسر دوم ولاد یوستینا سیلاگی، عموزاده ماتیاس کوروینوس، بود. او از زندگی با ولاد دراکولا جان سالم بدر برد و ابتدا با پال شوکی و بعد با یانو اردی ازدواج کرد.
بزرگ‌ترین پسر ولاد به نام ماینیا در سال ۱۴۶۲ متولد شد. دومین پسر بی‌نام او قبل از سال ۱۴۸۶ کشته شد. سومین پسر ولاد به نام ولاد دراکولیا در حدود سال ۱۴۹۵ موفق به تسخیر والاشیا نشد. او نیای خانواده نجیب‌زاده دراکولا بود.

## میراث

### خون‌آشام
داستان‌های مرتبط با ولاد او را به یکی از شناخته شده‌ترین حاکمان سرزمین های رومانیایی اروپا در قرون وسطی تبدیل کرد. با این وجود، اولین کتابی که دراکولا و خون‌آشامها را بهم ارتباط داد، دراکولا اثر برام استاکر (۱۸۹۷) بود. استاکر مجذوب مقاله امیلی جرارد در رابطه با خرافات ترانسیلوانیایی و خون‌آشام‌های فولکلورهای رومانیایی شده بود. اطلاعات محدود او دربارهٔ تاریخ والاشیا در قرون وسطی برگفته از کتاب ویلیام ویلکینسون بود که در سال ۱۸۲۰ چاپ شده بود.
طبق گفته الیزابت میلر، ظاهراً استاکر چیز زیادی دربارهٔ ولاد نمی‌دانست و قطعاً نمی‌توان گفت که ولاد الهام بخش وی برای کتاب «کنت دراکولا» بوده‌است. به عنوان مثال، استاکر نوشته که دراکولا اهل منطقه سیکیس بوده‌است؛ زیرا تنها از لشکرکشی‌های ویرانگر اتیلا و حایه هونیک سیکیس اطلاع داشته‌است. منبع اصلی استاکر، یعنی ویلکینسون اعتبار داستان‌های آلمانی را قبول داشته و ولاد را مردی شرور توصیف می‌کند. درواقع، اطلاعات استاکر برای کتابش هیچ ارجاعی به این شخصیت تاریخی ندارد. در نتیجه برای نوشتن کتابش دربارهٔ کنت دراکولا تنها به نام و اطلاعاتی متفرقه راجع به تاریخ والاشیا بسنده کرد.

## ظاهر
پاپ پیوس دوم، نیکولو مدروسا، پس از ملاقات با ولاد در بودا، تنها تصویر کامل از او را کشیده‌است. یک کپی از نقاشی ولاد در «گالری پرتره هیولا» در قلعه امبرس در اینسبروک قرار دارد.
طبق گفته فلورسکو، این عکس «مردی قوی، خشن و زخمی» را با «چشمانی بزرگ، گود، نافذ و به رنگ سبز تیره» نشان می‌دهد. رنگ موهای ولاد کاملاً مشخص نیست، زیرا مدروسا بیان می‌کند که ولاد موهایی مشکی داشت اما در نقاشی رنگ موها بور است. به‌علاوه لب پایین ولاد در این نقاشی، بزرگ است.
شهرت منفی ولاد در سرزمین‌های آلمانی‌زبان را می‌توان در تعدادی از نقاشی‌های دوره رنسانس دید. در تصویری متعلق به قرن ۱۵، او بین گواهان شهادت اشتفان مقدس دیده می‌شود. فردی شبیه ولاد، یکی از شاهدان مسیح در گلگتا در یکی از کلیساهای کوچک سینت اشتفان در وین ترسیم شده‌است.
[ولاد] خیلی قدبلند نبود اما بسیار چارشانه و قوی بود و ظاهری سرد و وحشتناک داشت. بینی او قوی و عقابی بود، سوراخ‌های بینیش پف کرده بود. چهره اش لاغر و قرمز بود و مژگان بسیار بلندش چشمان گشاد و سبزش را احاطه کرده بودند. ابروان پر و سیاه او، چشمانش را خطرناک جلوه می‌داد. صورت و چانه ولاد تراشیده شده بود اما سبیل داشت. گیجگاه متورم او حجم سرش را زیاد کرده بود. گردنی کلفت به سرش متصل بود. موهایی مشکی و فر روی شانه‌های پهنش ریخته بود.— نیکولو مدروسا توصیف ولاد